# Sankt-Siegfried-Quelle

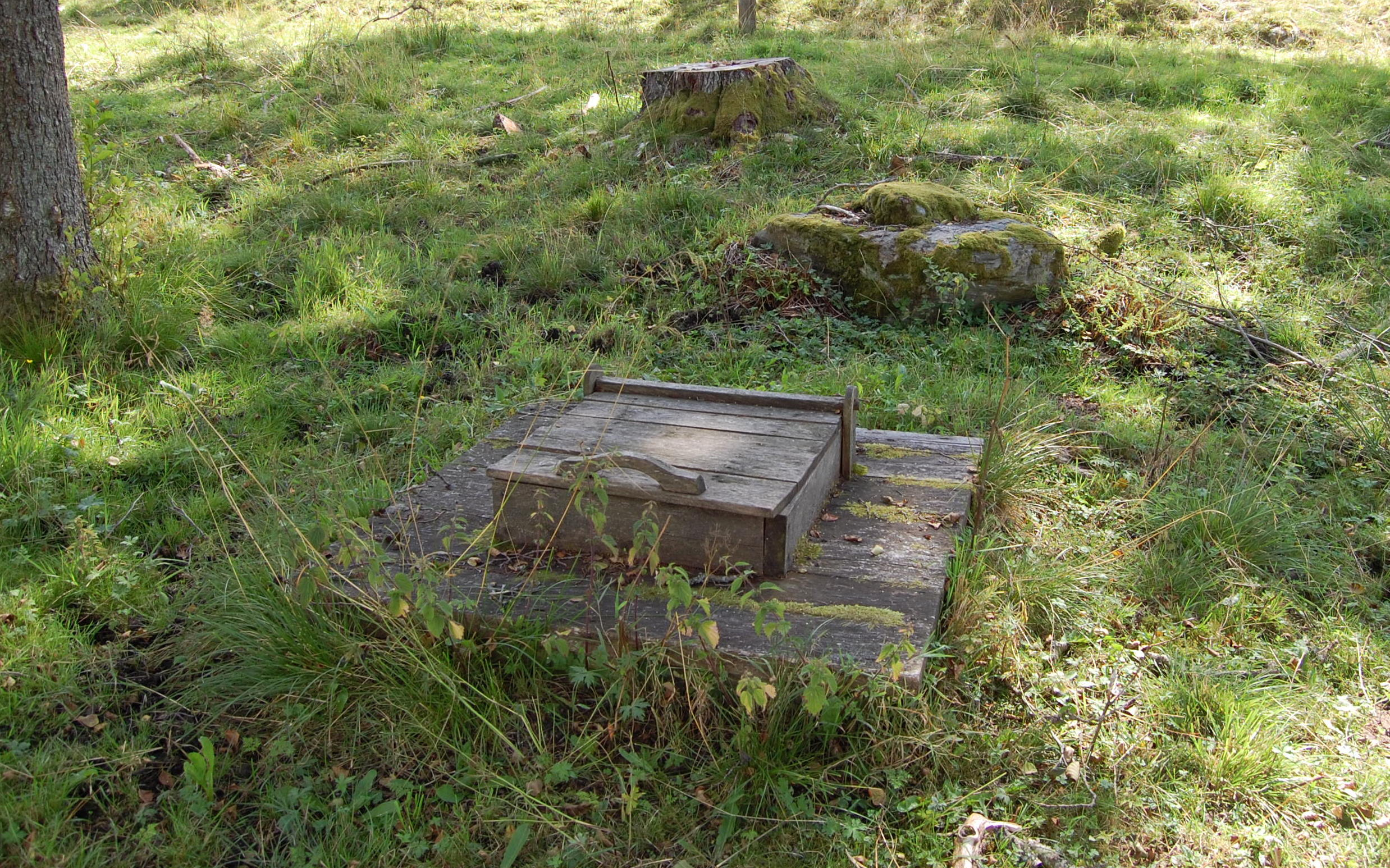
Einfassung der Sankt-Siegfried-Quelle

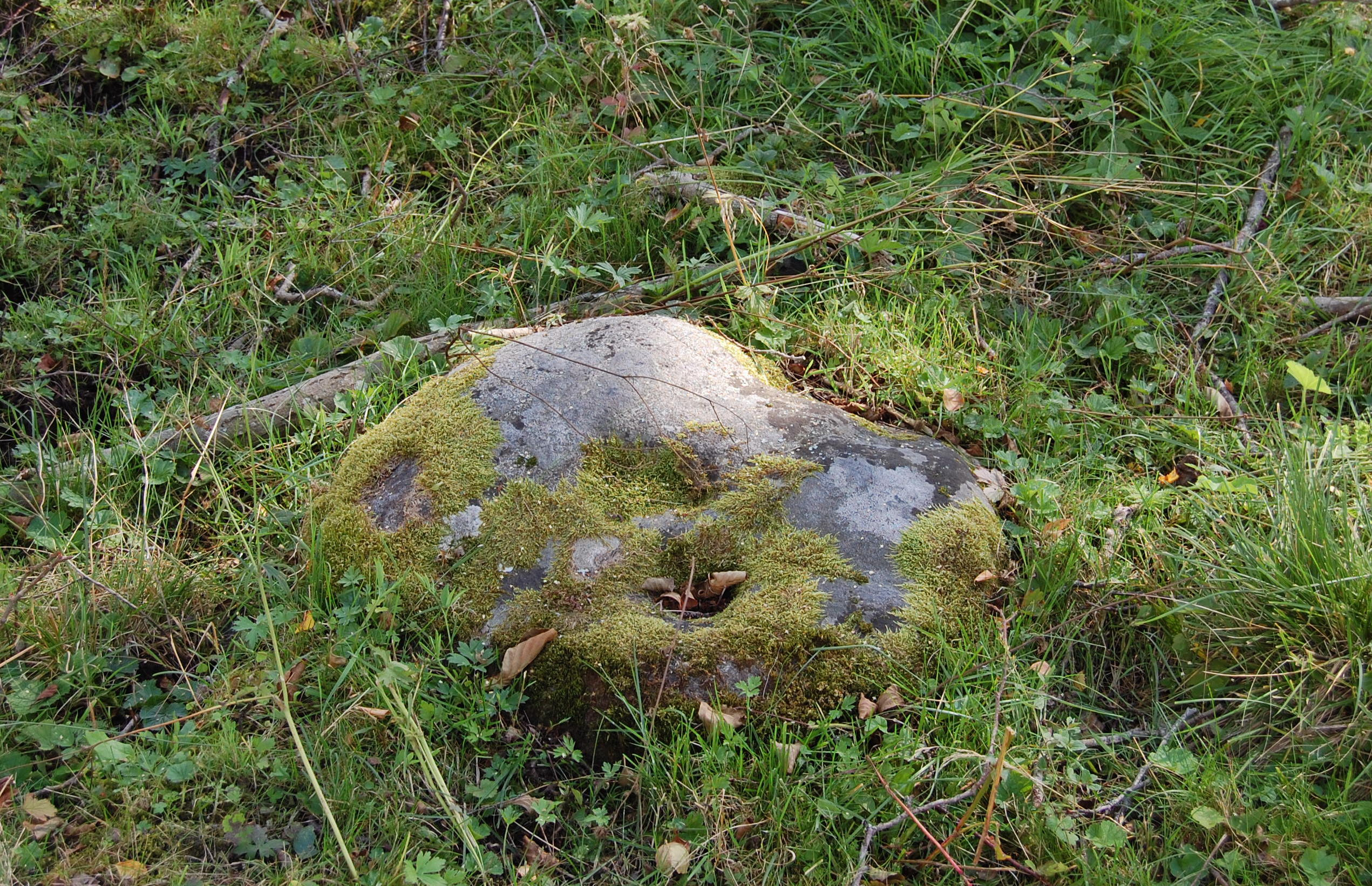
Stein an der Quelle mit Vertiefungen, die der Legende nach auf den Kniefall Siegfrieds zurückgehen

Die Sankt-Siegfried-Quelle (schwedisch: Sankt Sigfrids källa) ist eine kleine Quelle am Südufer des Sees Vallsjön in der schwedischen Gemeinde Sävsjö.
Um die kleine Quelle rankt sich eine örtliche Sage, nach der ihre Entstehung im Zusammenhang mit dem Heiligen Siegfried steht. Dieser soll bei seiner Missionstätigkeit nach Vallsjö gelangt sein und die Bewohner um Wasser gebeten haben. Als alle ihm Wasser verweigerten, soll er auf die Knie gefallen sein und Gott um Wasser gebeten haben. Daraufhin sei aus dem Boden die Quelle entsprungen. Die Abdrücke von Siegfrieds Knien sollen noch heute in einem Stein an der Quelle zu erkennen sein.
Nur wenige Meter nördlich der Quelle befindet sich der See Vallsjön, wohin das Quellwasser fließt.